# Смирнов, Дмитрий Александрович (футболист, 1980)
Дми́трий Алекса́ндрович Смирно́в (13 августа 1980, Москва, СССР) — российский футболист, полузащитник; тренер.

## Карьера
Воспитанник московской футбольной школы «Торпедо».
Выступал за «Торпедо-ЗИЛ», откуда в конце 2002 года перешёл в московский «Спартак», хотя игроком интересовался и ЦСКА. Интересы игрока представлял Юрий Тишков, убитый 11 января 2003 года при не выясненных обстоятельствах: пресса связывала убийство Тишкова именно с несостоявшимся переходом Смирнова в ЦСКА.
Позже играл за «Черноморец» и «Аланию». С 2005 года выступал за клуб «Луч-Энергия». В 2005 году установил рекорд клуба по числу голов за сезон, забив за сезон 19 голов в Первом дивизионе. В начале 2009 года подписал контракт с «Тереком». 31 августа был отдан в аренду в «Томь» до конца сезона, а затем обратно в «Луч-Энергию», где сразу же в дебютном матче против «Иртыша» (3:0) отметился голом. Перед началом сезона 2011/12 перешёл в «Мордовию», но из-за травмы так и не смог заиграть в полную силу. 19 августа 2011 года пополнил ряды клуба украинской Высшей лиги «Волынь». С сезона 2012/13 по 2016/17 — игрок тульского «Арсенала», за который выступал в трёх профессиональных лигах.
В Премьер-лиге провёл 166 матчей, забил 21 мяч.
В «Торпедо-ЗИЛе», «Луче-Энергии» и «Томи» играл вместе со своим тёзкой и однофамильцем Дмитрием Николаевичем Смирновым. В командах у них были прозвища «Смира» и «Рони» соответственно. С 2018 года оба работают тренерами в футбольной школе «Строгино».
Главный тренер команды «Строгино» в ЮФЛ-2 (2020/21). В августе 2023 года стал тренером медифаутбольной команды Fight Nights.
27 ноября 2024 года было объявлено, что он был назначен на должность помощника тренера в клубе «Сабах». В 2025 году ушёл из него, став главным тренером 2DROTS.

## Достижения

### Командные
- Обладатель Кубка России: 2002/03
- Победитель Первого дивизиона: 2005
- Серебряный призёр первенства ФНЛ (3): 2000, 2013/14, 2015/16
- Победитель зоны «Центр» Второго дивизиона: 2012/13
- Финалист Кубка Премьер-лиги: 2003

### Личные
- Лучший бомбардир «Луча-Энергии» по числу голов за сезон: 19 мячей в 2005 году

## Личная жизнь
Отец — советский футболист Александр Смирнов. Жена Татьяна. Дочь Александра.